# Holguín (provincie)
Holguín is een van de vijftien provincies van Cuba, gelegen aan de noordkust van het eiland Cuba. De hoofdstad is de gelijknamige stad.
De provincie bestrijkt een oppervlakte van 9200 km² en heeft een miljoen inwoners (2015). Guardalavaca is een bekende badplaats.
De Cubaanse ex-president Fidel Castro (1926-2016) is in het dorp Birán (destijds behorende tot de gemeente Mayarí, thans tot de gemeente Cueto) geboren, hoewel de provincie zelf pas in 1976 gesticht werd.

## Gemeenten
De provincie bestaat uit veertien gemeenten (afwijkende hoofdplaatsen tussen haakjes):

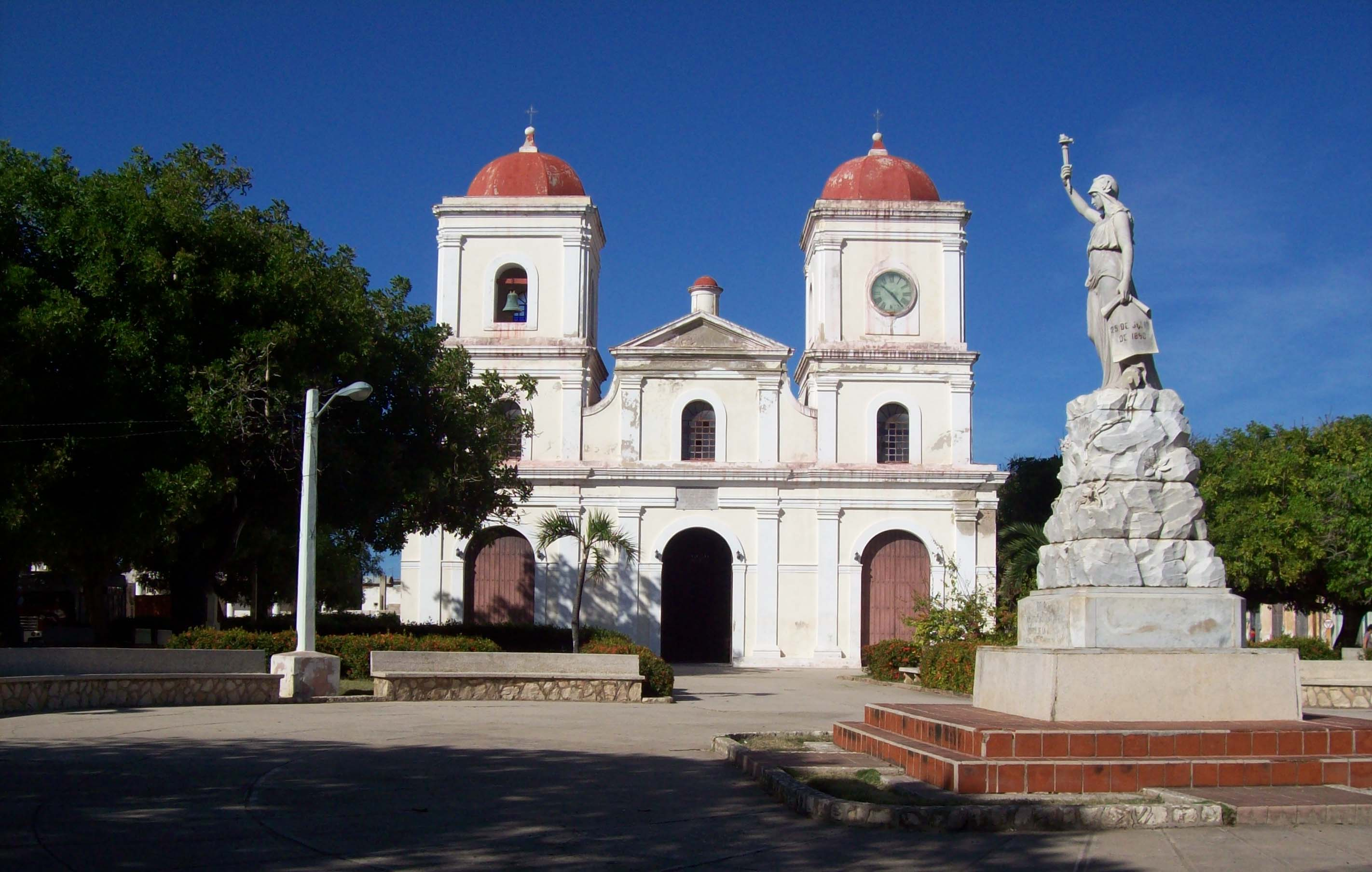
De kerk van Gibara

- Antilla
- Báguanos
- Banes
- Cacocum
- Calixto García (Buenaventura)
- Cueto
- Frank País (Cayo Mambí)
- Gibara
- Holguín
- Mayarí
- Moa
- Rafael Freyre
- Sagua de Tánamo
- Urbano Noris

Artemisa · Camagüey · Ciego de Ávila · Cienfuegos · Guantánamo · Granma · Havana · Holguín · Las Tunas · Matanzas · Mayabeque · Pinar del Río · Sancti Spíritus · Santiago de Cuba · Villa Clara